# Dehradun (distrikt)
Dehradun är ett distrikt i den indiska delstaten Uttarakhand. Den administrativa huvudorten är staden Dehradun. Distriktets befolkning uppgick till cirka 1,3 miljoner invånare vid folkräkningen 2001. De sydligaste av Himalayakedjorna (Jaunsar-Bawar, 2 000 - 2 500 m ö.h.) ligger i norr och distriktet begränsas i öster av Ganges och i väster av Yamuna. Dehradundistriktet är skogrikt och har ett milt och jämnt klimat. 

## Administrativ indelning
Distriktet är indelat i fyra tehsil, en kommunliknande administrativ enhet:
- Chakrata
- Dehradun
- Rishikesh
- Vikasnagar

## Urbanisering
Distriktets urbaniseringsgrad uppgick till 52,94 % vid folkräkningen 2001. Den största staden är huvudorten Dehradun. Ytterligare tretton samhällen har urban status:
- Chakrata, Clement Town, Dehraduns garnisonsstad, Doiwala, Forest Research Institute & College Area, Herbertpur, Landaur, Mussoorie, Pratitnagar, Raipur, Rishikesh, Vikanagar, Virbhadra